# Cellier Güell
Pour les articles homonymes, voir Güell.
Le cellier Güell est une cave à vin construite par l'architecte moderniste catalan Antoni Gaudí en collaboration avec Francesc Berenguer. L'ensemble architectural était destiné à abriter la production viticole de son commanditaire, le comte de Güell. Il est situé dans la comarque de Garraf, près de Sitges (Barcelone).

## Histoire et description
Gaudí recut une commande pour cette œuvre en 1882, de la part de son grand mécène Eusebi Güell. Ce dernier avait connu l’œuvre de Gaudi à l'exposition universelle de 1878 à Paris, date à laquelle commença une longue amitié entre les deux hommes qui donna lieu à un grand nombre de projets tels que le palais Güell, le pavillon Güell dans le quartier barcelonais de Pedralbes, le parc Güell et la crypte de la Colonie Güell à Santa Coloma de Cervelló.

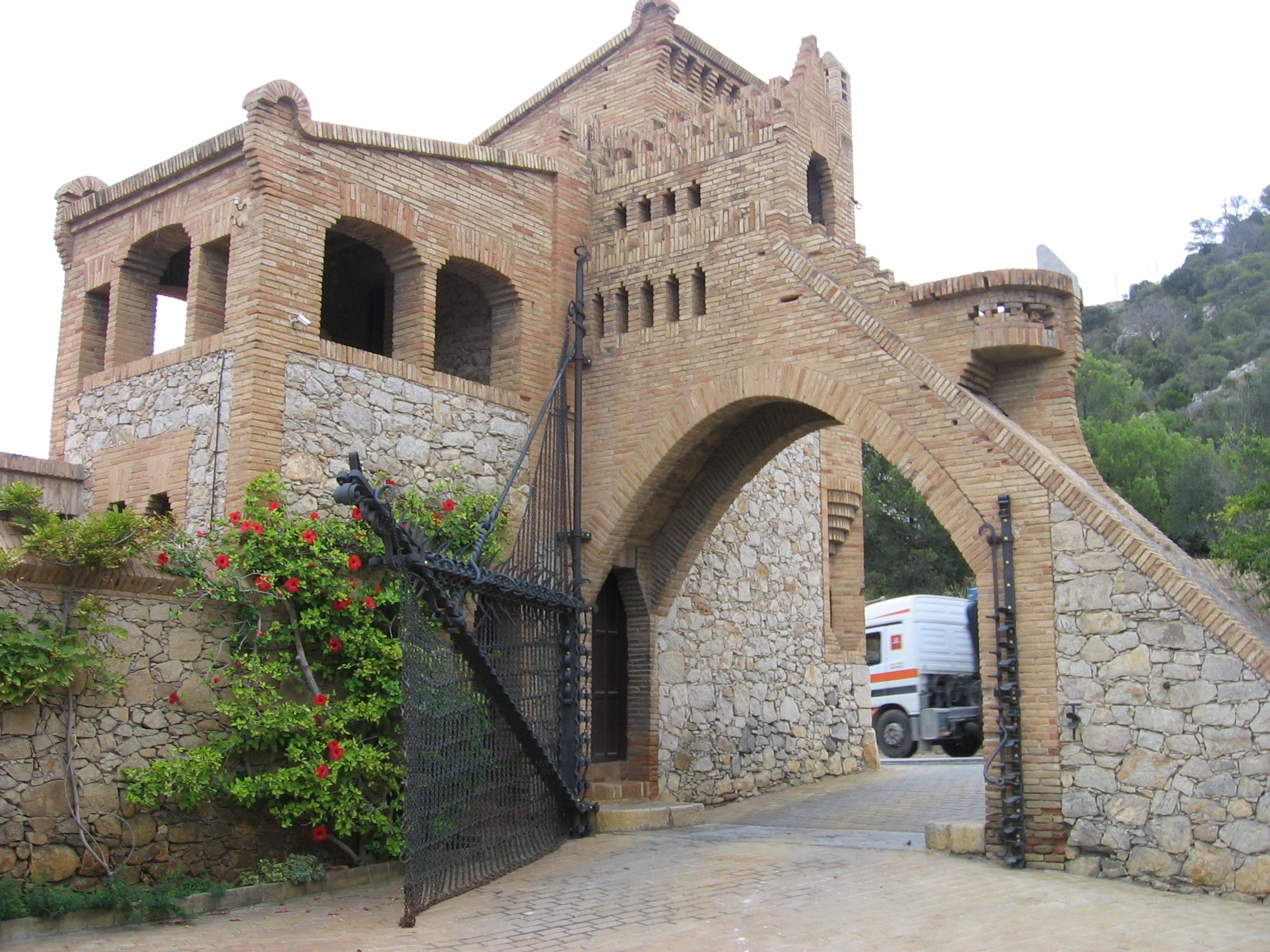
Porte d'entrée.

La commande de Güell consistait en un cellier et des pavillons de chasses, mais ces derniers de furent finalement pas construits. L'ensemble est situé dans une propriété du comte de Güell, La Cuadra, à Garraf (Sitges), grand domaine de 825 hectares où Güell souhaitait exploiter des vignobles et une carrière de pierre calcaire. Les celliers furent construits entre 1895 et 1897 sous la direction de Francesc Berenguer, collaborateur de Gaudí, 

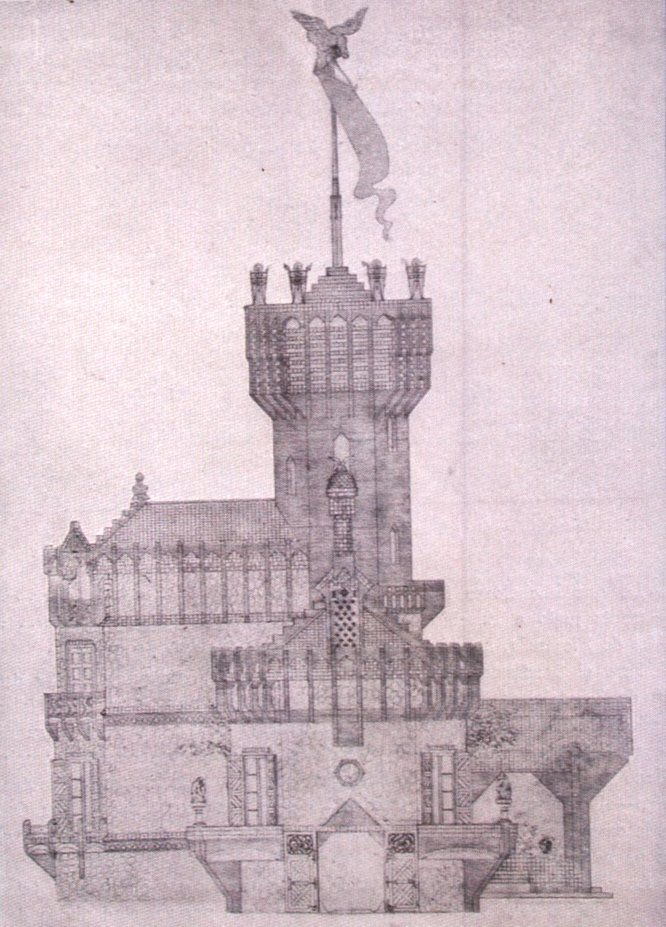
Projet de pavillon de chasse (1882), non construit.

Le projet, adossé au pied du massif de Garraf, est conçu de manière à s'intégrer le mieux possible dans le paysage. De face, les celliers ont un profil triangulaire avec des toitures à l'inclinaison très prononcée, faites de briques et de pierre, et surmontées par un jeu de cheminées. Deux ponts unissent les édifices anciens aux nouveaux. Au-dessus de deux sous-sols, destinés aux caves à vin, il y a trois étages : le rez-de-chaussée abrite un garage, le premier étage la résidence et le second une chapelle avec son autel au centre. Le dernier étage est couvert par une voûte en arc en chaînette classique chez Gaudi. L'ensemble est complété par un grand porche fermé par un portail en fer forgé en forme de filet de pêche. 
Le bâtiment mesure au sommet 28,80 m de long, soit le double de la hauteur de la façade principale, 14,40 m.
Le comte de Güell produisait à Garraf un vin nommé « cellier Güell » (Celler Güell) qui était servi sur les lignes maritimes de la Compagnie transatlantique espagnole et qu'il exportait à Cuba. Devant le peu de succès de son vin, la production fut interrompue en 1936.
Les bâtiments abritent à présent un restaurant.

## Paternité
Certains experts affirment que les celliers sont intégralement l’œuvre de Berenguer. Cependant, à cause des solutions architecturales, stylistiques, des matériaux employés, de l'amitié entre Gaudi et Güell, la majorité d'entre eux opte pour celle de Gaudi.

## Sources
- Joan Bassegoda Nonell, Gaudí o espacio, luz y equilibrio, Criterio, Madrid, 2002,  (ISBN 84-95437-10-4).